# أنطوني كيلي
أنطوني كيلي (بالإنجليزية: Anthony Kelly (physicist))‏ (و. 1957 – م) هو فيزيائي 

## التعليم
تعلم في كلية الثالوث، كامبريدج، وجامعة إدنبرة، وQueens' College

## مناصب وهيئات
أدار جامعة ساوثهامبتون.